# Amphiprion chrysopterus
Espèce
Le Poisson-clown à nageoires orange ou Poisson-clown à nageoires jaunes (Amphiprion chrysopterus) est une espèce de poissons osseux de la famille des pomacentridés. Il est présent dans l'Océan Pacifique et mesure jusqu'à 14 cm.